# 林仙圭
林 仙圭（イム・ソンギュ、임선규、1912年2月5日 - 1970年（推定））は、おもに日本統治時代の朝鮮で活動した演劇人、劇作家。本名は林勝福、創氏改名当時の名前は林中郞（はやし なかろう）といった。第二次世界大戦後、朝鮮民主主義人民共和国に越北したが、その後の活動は知られていない。

## 生涯
忠清南道論山郡で、貧しい小作農の息子として生まれたことが分かっているが、1910年ないし1914年に生まれたとする説もあり、生年が特定できないなど、生い立ちや、文壇デビュー前後の資料がほとんど残っていない。論山公立普通学校（논산공립보통학교）から江景公立商業学校に進学したが、家庭の都合が苦しく、学業を最後まで終えなかった。
1932年ころ、朝鮮演劇社（조선연극사）に入団して本格的な作家生活を始めたが、既にそれまでに戯曲を習作しながら実力を積んでいたため、入団後しばらくすると劇団内で重要な位置を占めるようになった。 1933年には朝鮮演劇社で出会った女優、文藝峰と結婚した。文藝峰との間には2男2女の子どもたちをもうけた。
1936年に執筆した東洋劇場の『사랑에 속고 돈에 울고（愛にだまされ金に泣き）』（通称『홍도야 우지마라（紅桃（ホンド）よ、泣くな）』）が空前の人気を集め、当代最高の興行劇作家として浮上した。1939年には劇団阿娘（アラン）で主に活動し、歴史劇『김옥균（金玉均）』や『동학당（東学党）』などを公演するなど、計80編ほどの作品を書いた。
新波劇の典型的な素材である家庭悲劇を通して描かれた林仙圭の作品は、自然な日常的台詞と技巧的構成、観客が声を上げるほどの凄絶さが特色であり、韓国的メロドラマの典型を確立したという評価を聞くほど影響力が大きかった。彼の演劇は、地方公演の際に観客が集まってしまうため、俳優たちが泊まれる宿がなかったという逸話があるほどの人気を集めた。
太平洋戦争の時期には朝鮮総督府が主催する演劇コンテストに作品を出品して大日本帝国に協力する活動をした。朝鮮総督府が親日演劇団体に結成させた朝鮮演劇文化協会の理事を務め、志願兵制度を賛美する『동백꽃 피는 마을（仮訳：椿の咲く村）』を発表し、官製演劇競演大会には『빙화（氷花）』、『꽃피는 나무（仮訳：花盛りの木）』、『상아탑에서（仮訳：象牙の塔から）』を相次いで出品した。その他にも、演劇人総決起芸能祭（연극인총궐기예능제）出品作である『성난 아시아（仮訳：怒れるアジア）』を共同執筆し、劇団朝鮮演劇社（조선연극사）創立記念作品『새벽길（仮訳：夜明け道）』を執筆したが、こうした経歴のため、2008年に民族問題研究所が選定した親日人名辞典収録予定者名簿の演劇/映画部門、また2009年に親日反民族行為真相糾明委員会が発表した親日反民族行為705人名簿に含まれた。
光復後は、しばらく作品を書けなかったが、1945年12月に『그 여자의 반생（仮訳：その女の半生）』で活動を再開した。以後、南朝鮮労働党（南労党）系列で活動したが、金斗漢による沈影へのテロが公然と行われるなどして、活動が不可能になると、1948年ころ、夫人である文藝峰に従って越北した。米軍政が布かれた時期の活動はあまり目立たないが、このころは健康状態が良くなかったとする説とともに、メロドラマ中心の通俗物作家だった林仙圭が、急激に社会主義的事実主義（社会主義リアリズム）の様式に転換できるほど堅固な政治的信念を持っていなかったとする分析がある。
北朝鮮における活動は、あまり知られていない。早くから苦しんでいた肺結核のために1970年春に死亡したという説があるが、これよりはるか以前の越北後すぐに客死したという説や、朱乙温泉（後の鏡城温泉）で療養中に死亡したとする説もあり、死亡時期も明らかになっていない。文藝峰とは異なり、北朝鮮における文芸史の記述において、林仙圭の存在は全く言及されていない。

## 林仙圭を演じた人物
- 権海驍（朝鮮語版） - 2001年『東洋劇場（동양극장）』KBS週末ドラマ（朝鮮語版）

## 参考資料
- 조영복 (2002-09-10). “임선규와 문예봉 - 극작가와 배우, 엇갈린 부부의 운명”. 월북 예술가, 오래 잊혀진 그들. 서울: 돌베개. ISBN 9788971991503
- 권영민 (2004-02-25). 한국현대문학대사전. 서울: 서울대학교출판부. pp. 800. ISBN 8952104617
- 강옥희,이영미,이순진,이승희 (2006-12-15). 식민지시대 대중예술인 사전. 서울: 소도. pp. 297~300. ISBN 9788990626264